# Salão Oval

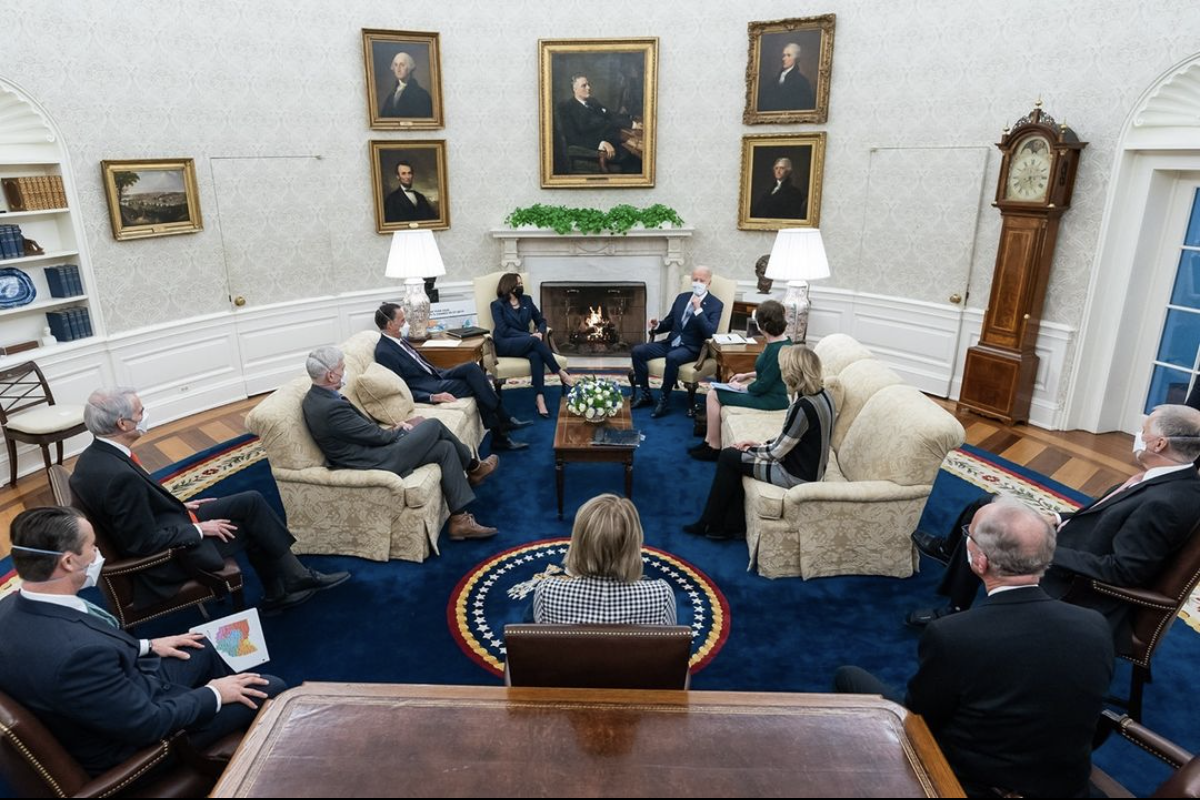
O ex-presidente Joe Biden numa reunião no Salão Oval.

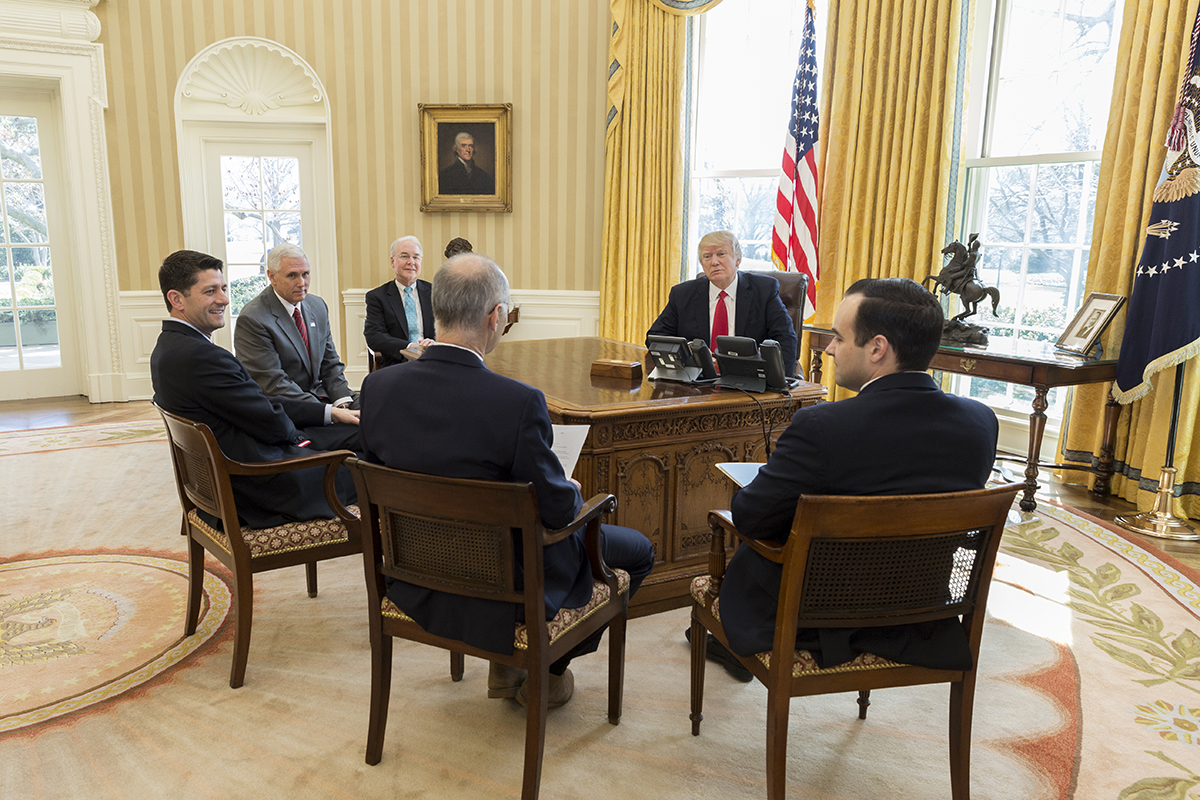
Donald Trump no Salão Oval, em 2017.

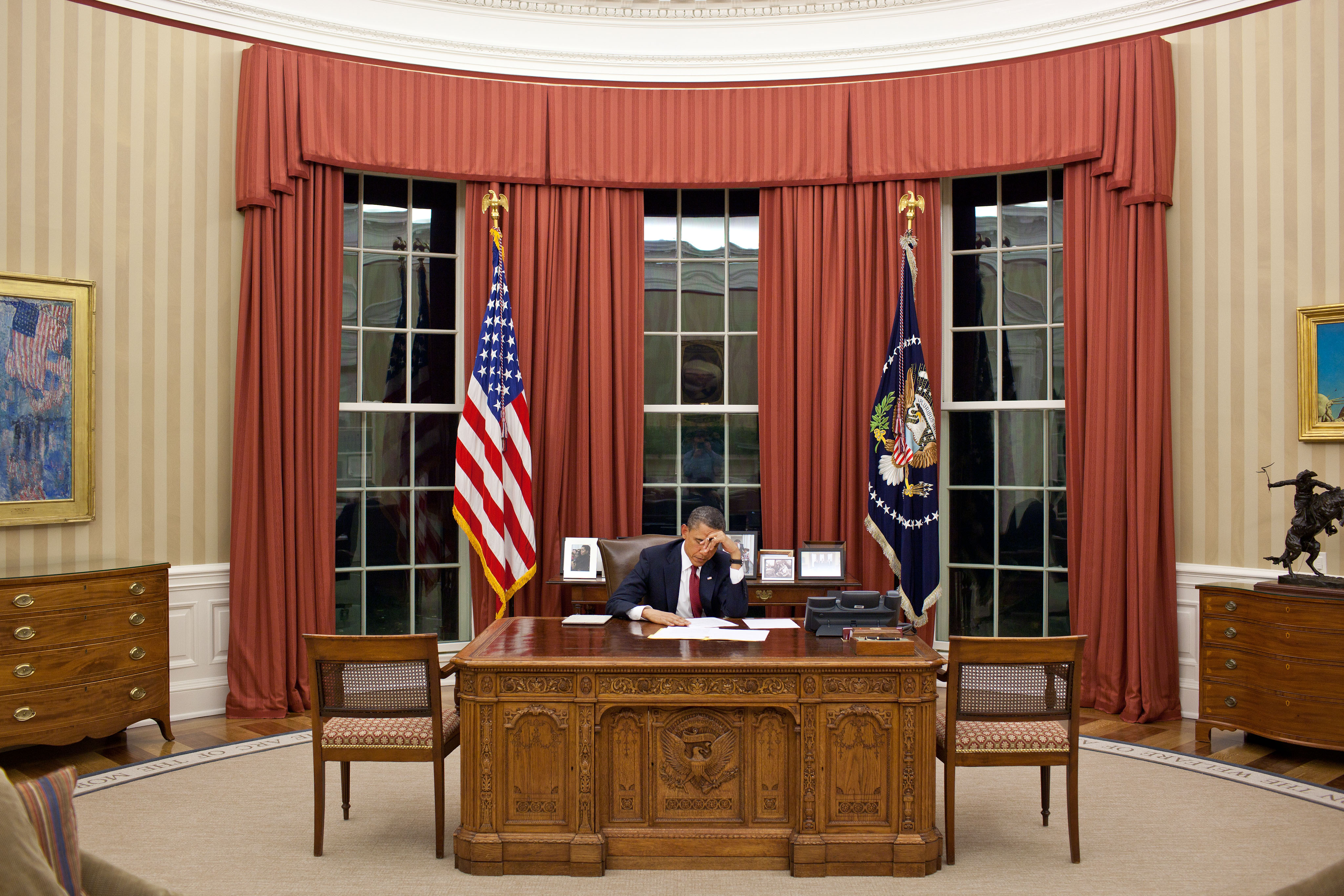
O então presidente Barack Obama no Salão Oval, em 2011.

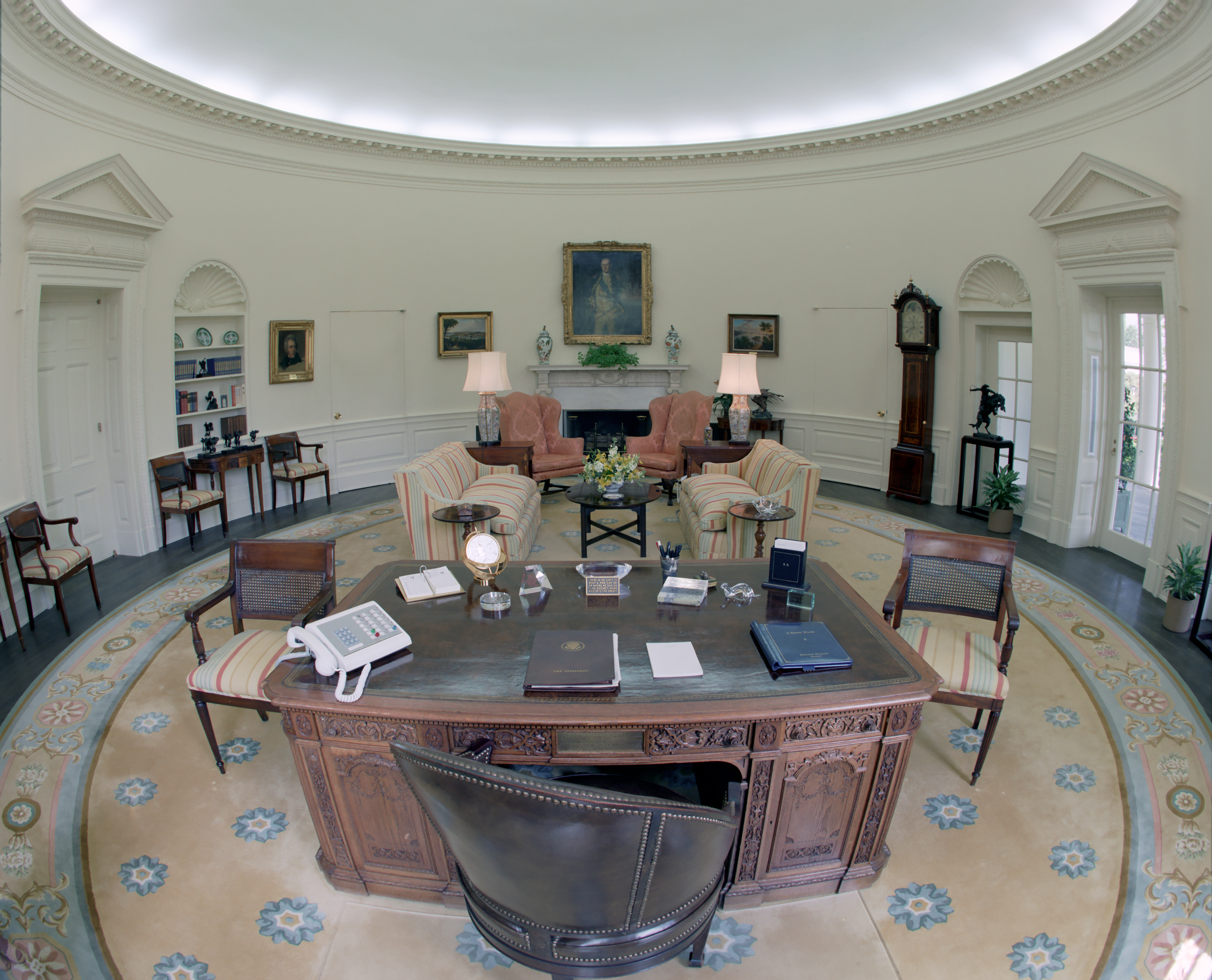
A sala em 1981, durante o governo de Ronald Reagan.

O Salão Oval (português brasileiro) ou Sala Oval (português europeu) (em inglês:  Oval Office) é o gabinete e local de trabalho do presidente dos Estados Unidos. Foi construído em 1909 pelo Presidente William Howard Taft, como parte da expansão da Ala Oeste da Casa Branca.
O Salão Oval é notório por ser o local onde o Presidente estadunidense recebe os dignatários estrangeiros em ocasião de visitas de Estado. A sala possui uma visão privilegiada do Gramado Sul da Casa Branca, parte do President's Park. Além disso, nela está a famosa Mesa do Resolute, a notória mesa de trabalho do Presidente.

## História cultural
O gabinete é recordado pelos americanos como um local memorável como, por exemplo, o jovem John F. Kennedy, Jr. brincando debaixo da Mesa do Resolute enquanto seu pai trabalhava; o ex-presidente Richard Nixon falando por telefone com os tripulantes da Apollo 11. O uso do Salão Oval na mídia televisiva é raro e somente permitido em ocasiões de extrema urgência como a vez em que o presidente Kennedy comentou sobre a Crise dos mísseis de Cuba, ou quando Ronald Reagan falou do desastre do ônibus espacial Challenger e também George W. Bush discursando à nação na noite de 11 de setembro de 2001.

## Decoração
Embora os planos de James Buchanan de construir todos os quartos ovais, a ideia de uma sala oval só surgiu novamente em 1909 durante o governo de William Howard Taft. O presidente Taft queria um salão oval no centro da Ala Oeste onde ele poderia dirigir o país.
Durante o governo de Theodore Roosevelt apareceu a ideia de separar um espaço entre os quartos. Roosevelt escolheu um local com vontade de demolir as estufas construídas por Buchanan.  O espaço originalmente em Barroco foi adaptado para o Neoclassicismo. Os quartos ovais se tornaram populares no século XVIII na Casa Branca, principalmente devido a decoração do Castelo Coole na Irlanda. 
A mesa presidencial usada por quase todos os presidentes no Salão Oval foi batizada de Mesa do Resolute por ser confeccionada a partir de partes da fragata britânica HMS Resolute. A mesa foi um presente da Rainha Vitória para o presidente Rutherford B. Hayes em 1880. 
A maioria dos presidentes têm pendurado um retrato de George Washington na parede norte da sala. Uma série de esculturas em bronze dos cavalos e dos temas ocidentais de Frederic Remington (1861-1909) estão dispostas na sala. 
O carpete do Salão Oval é decorado com o Selo do Presidente, sendo o presidente Truman o primeiro a adotar o grande selo presidencial. Quase todos os presidentes trocaram os mascotes nacionais, porém Barack Obama optou por manter o carpete escolhido por George W. Bush em 2001.
- Wikinotícias